# جيرمي كاريكاري
جيرمي كاريكاري (بالألمانية: Jeremy Karikari)‏ (23 يوليو 1987 بهامبورغ في ألمانيا - ) هو لاعب كرة قدم ألماني في مركز الوسط. لعب مع آر بي لايبزيغ ونادي سانت باولي ويان ريغينسبورغ وفي إف بي شتوتغارت الثاني ونادي أوسنابروك واينتراخت ترير 05 ‏ ونادي إلفرسبيرغ.

## روابط خارجية
- جيرمي كاريكاري على موقع قاعدة بيانات كرة القدم.إي يو (الإنجليزية)
- جيرمي كاريكاري على موقع بيانات كرة القدم. دي إي (الألمانية)
- جيرمي كاريكاري على موقع Soccerway.com (الإنجليزية)
- جيرمي كاريكاري على موقع عالم كرة القدم.نت (الإنجليزية)